# Kabinett Dufaure I

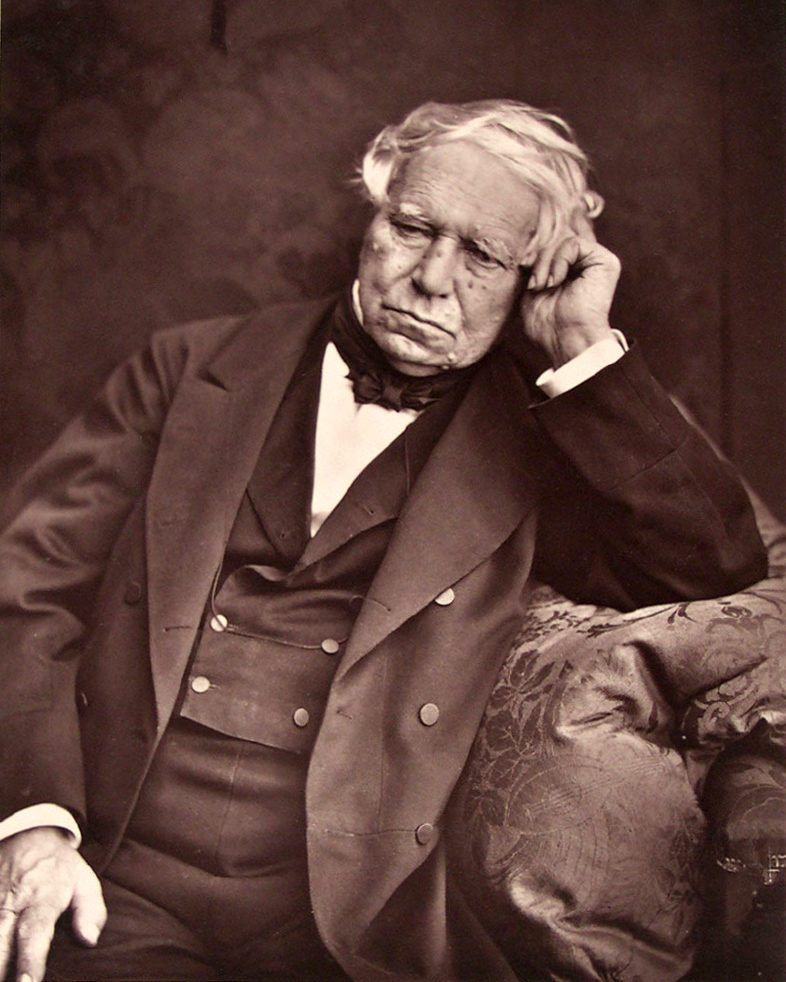
Jules Dufaure war zwischen 1871 und 1873, 1876 sowie von 1877 bis 1879 Premierminister Frankreichs

Das erste Kabinett Dufaure war eine Regierung der Dritten Französischen Republik. Es wurde am 19. Februar 1871 von Premierminister Jules Dufaure gebildet. Es löste das Kabinett Trouchu ab und blieb bis zum 18. Mai 1873 im Amt, woraufhin hin es vom Kabinett Dufaure II abgelöst wurde. Dufaure war formell Vice-Président du Conseil, während Staatspräsident Adolphe Thiers Président du Conseil war.
Dem Kabinett gehörten Vertreter folgender Gruppierungen an: Gauche républicaine (GR), Centre gauche (CG), Centre droit (CD), Orléanisten (Orl), Legitimisten (Leg) und Bonapartisten (Bon).

## Kabinett
Dem Kabinett gehörten folgende Minister an:
| Amt                                                              | Name | Gruppe       | Beginn der Amtszeit                                                               | Ende der Amtszeit                                                             |
| ---------------------------------------------------------------- | --- | ------------ | --------------------------------------------------------------------------------- | ----------------------------------------------------------------------------- |
| Premierminister                                                  | Jules Dufaure                                                                                                 | CG           | 19. Februar 1871                                                                  | 18. Mai 1873                                                                  |
| Außenminister                                                    | Jules Favre Charles de Rémusat                                                                                | GR CG        | 19. Februar 1871 2. August 1871                                                   | 2. August 1871 18. Mai 1873                                                   |
| Kriegsminister                                                   | Adolphe Le Flô Ernest Courtot de Cissey                                                                       | Orl Orl      | 19. Februar 1871 5. Juni 1871                                                     | 5. Juni 1871 18. Mai 1873                                                     |
| Minister für öffentlichen Unterricht, schöne Künste und Religion | Jules Simon                                                                                                   | CG           | 19. Februar 1871                                                                  | 18. Mai 1873                                                                  |
| Innenminister                                                    | Ernest Picard Félix Lambrecht Auguste Casimir-Perier Victor Lefranc Marc-Eugène de Goulard                    | CG CG CD     | 19. Februar 1871 5. Juni 1871 8. Oktober 1871 6. Februar 1872 7. Dezember 1872    | 5. Juni 1871 8. Oktober 1871 6. Februar 1872 7. Dezember 1872 18. Mai 1873    |
| Siegelbewahrer und Justizminister                                | Jules Dufaure                                                                                                 | CG           | 19. Februar 1871                                                                  | 18. Mai 1873                                                                  |
| Minister für Marine und Kolonien                                 | Louis Pierre Alexis Pothuau                                                                                   |              | 19. Februar 1871                                                                  | 18. Mai 1873                                                                  |
| Finanzminister                                                   | Louis-Joseph Buffet Augustin Pouyer-Quertier Marc-Eugène de Goulard Pierre Edmond Teisserenc de Bort Léon Say | CD CD CD CG  | 19. Februar 1871 25. Februar 1871 23. April 1872 17. August 1872 7. Dezember 1872 | 25. Februar 1871 23. April 1872 17. August 1872 7. Dezember 1872 18. Mai 1873 |
| Minister für öffentliche Arbeiten                                | Charles-Paulin-Roger Saubert de Larcy Pierre Edmond Teisserenc de Bort Oscar Bardi de Fourtou René Bérenger   | Leg CG CD CG | 19. Februar 1871 22. Juni 1872 7. Dezember 1872 18. April 1873                    | 22. Juni 1872 7. Dezember 1872 18. April 1873 18. Mai 1873                    |
| Minister für Landwirtschaft und Handel                           | Félix Lambrecht Victor Lefranc Marc-Eugène de Goulard Pierre Edmond Teisserenc de Bort                        | CG CG CD CG  | 19. Februar 1871 5. Juni 1871 6. Februar 1872 23. April 1872                      | 5. Juni 1871 6. Februar 1872 23. April 1872 18. Mai 1873                      |

Dem Kabinett gehörten folgende Sous-secrétaires d’État an:
| Amt               | Name                              | Gruppe | Beginn der Amtszeit            | Ende der Amtszeit             |
| ----------------- | --------------------------------- | ------ | ------------------------------ | ----------------------------- |
| Innenministerium  | Marc Antoine Calmon Ernest Pascal | CG Bon | 23. Februar 1871 9. April 1873 | 7. Dezember 1871 18. Mai 1873 |
| Kriegsministerium | Charles Letellier-Valazé          | CG     | 24. März 1871                  | 18. Mai 1873                  |

## Historische Einordnung

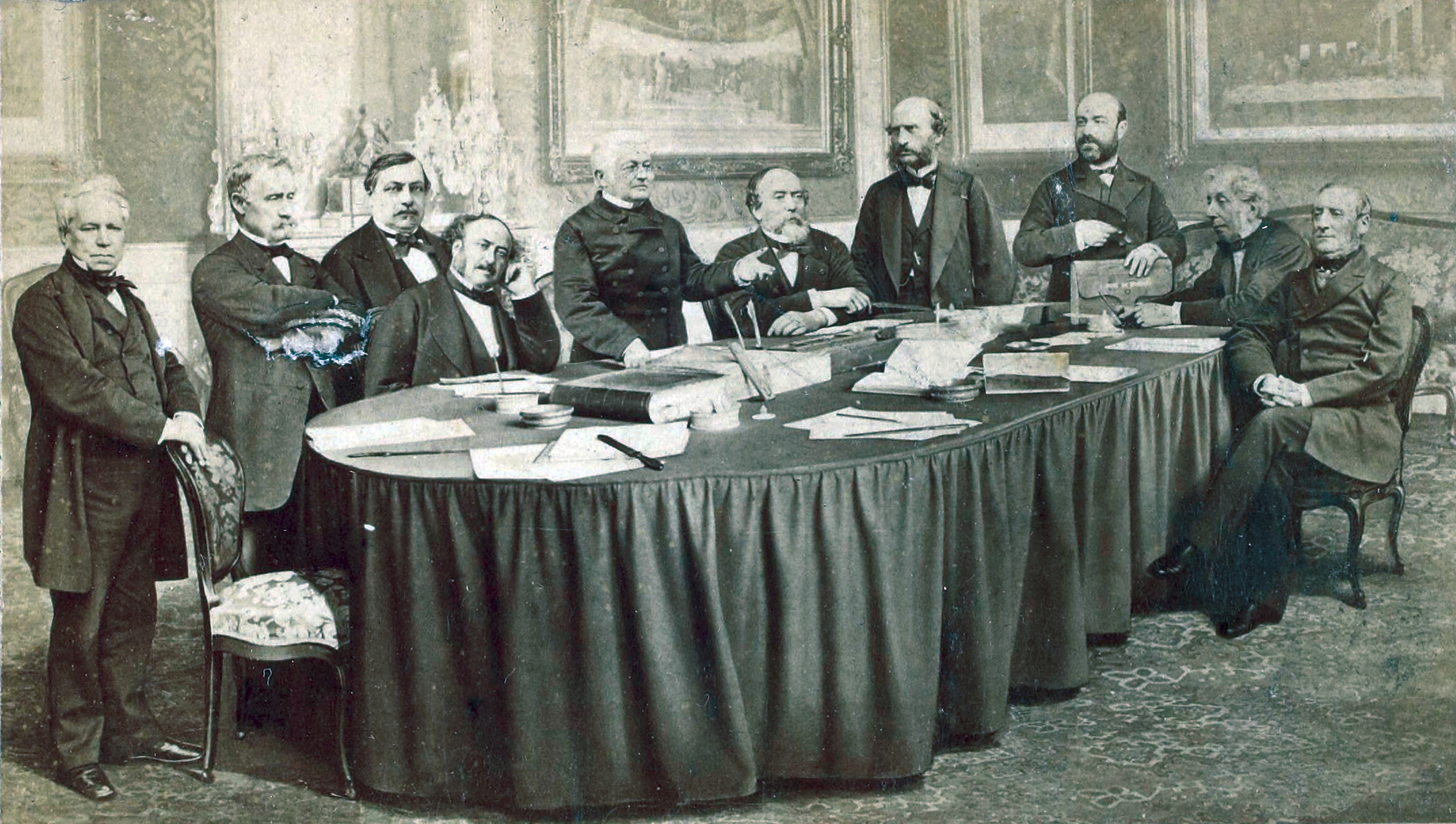
Kabinett Dufaure (Fotomontage Appert, 1872)

Die Regierung unter Staatspräsident Adolphe Thiers und Premierminister (Vice-président du Conseil) Jules Dufaure wurde nach den Wahlen vom 8. Februar 1871 gebildet. Sie hatte zunächst die Aufgabe, die deutschen Truppen zum Abzug zu bewegen, was Otto von Bismarck von der Begleichung der Reparationszahlungen abhängig machte. Die Hungersnot nach der Besetzung und die durch die Reparationen bedingten Einsparungen führten im ganzen Land zu Volksaufständen, die vom Militär niedergeschlagen wurden (siehe zum Beispiel die Pariser Kommune).
Danach handelte die Regierung den Friedensvertrag von Frankfurt aus, um die deutschen Truppen zum Abzug zu bewegen. Die weitere Regierungsarbeit stand unter dem Zeichen der zu zahlenden Reparationen und einer durch einen fünfjährigen Wehrdienst fundierten Aufrüstung der Armee (Loi Cissey).
Am 28. Oktober 1871 erwarb Julie-Victoire Daubié als erste Frau in Frankreich das Lizenziat ès lettres (Literatur und Philologie) an der Sorbonne.
Das Dufaure-Gesetz vom 14. März 1872 schränkte die Rechte der Ersten Internationale drastisch ein. Am 24. Mai 1872 wurden die Tribuneaux des conflits wieder eingesetzt. Mit dem Blanco-Urteil regelte dieses Gericht die Grundzüge der Verwaltungsarbeit in Frankreich.
Als die monarchistisch gesinnte Mehrheit des Parlaments ein Gesetz verabschiedete, das die Rechte des Staatspräsidenten einschränkte (loi de Broglie), veranlasste Thiers die Auflösung des Kabinetts.